# 黑斑笛鯛
黑斑笛鯛，又稱約翰笛鯛，俗名赤筆仔，為輻鰭魚綱鱸形目鱸亞目笛鯛科的其中一個種。

## 分布
本魚分布於印度西太平洋區，包括東非、馬達加斯加、模里西斯、塞席爾群島、馬爾地夫、紅海、波斯灣、斯里蘭卡、印度、安達曼海、泰國、緬甸、馬來西亞、菲律賓、印尼、琉球群島、台灣、中國沿海、新幾內亞、萊恩群島、馬里亞納群島、帛琉、密克羅尼西亞、馬紹爾群島、諾魯、斐濟群島、澳洲、所羅門群島、等海域。

## 深度
水深1至80公尺。

## 特徵
本魚體呈橢圓形，眶間隔凸起，上下頜有犬齒；背鰭連續且無特別延長的軟條，側線上下方鱗片均與側線平行。前鰓蓋有鱗7至8列；在背鰭的軟條部起點下方有一大於眼徑的黑色斑，體側每一鱗片有一小黑點。背鰭硬棘10枚，軟條13至14枚；臀鰭硬棘3枚，軟條8枚。體長可達70公分。

## 生態
本魚喜愛棲息再有獨立礁體，四周為沙泥地的海域。屬肉食性，以小魚和甲殼類為食。幼魚偶或湧上潮池。

## 經濟利用
肉質富彈性且美味，抹鹽後煎食最佳。